# اریک بیسگارد
اریک بیسگارد (انگلیسی: Erik Bisgaard; ۲۵ ژانویهٔ ۱۸۹۰ – ۲۱ ژوئن ۱۹۸۷) قایقران روئینگ اهل دانمارک بود.